# Panenské Břežany
Panenské Břežany település Csehországban, a Kelet-prágai járásban. Panenské Břežany Klíčany, Bašť, Odolena Voda, Předboj és Veliká Ves településekkel határos. Lakosainak száma 660 fő (2024. január 1.).

## Népesség
A település lakosságának változását az alábbi diagram mutatja:
| Lakosok száma | 556  | 524  | 521  | 554  | 493  | 641  | 590  | 609  | 673  | 660  |
|               | 1869 | 1900 | 1921 | 1961 | 1980 | 2011 | 2016 | 2019 | 2021 | 2024 |